# Paul Preuss
Paul Preuss (Altaussee, 19 agosto 1886 – Mandlkogel, 3 ottobre 1913) è stato un alpinista austriaco ed è considerato il migliore arrampicatore della sua epoca. Detto il "Cavaliere solitario" o la "meraviglia dell'arrampicata", quando morì aveva all'attivo ben 1.200 ascensioni di cui 300 in solitaria e 150 prime salite.

## Biografia

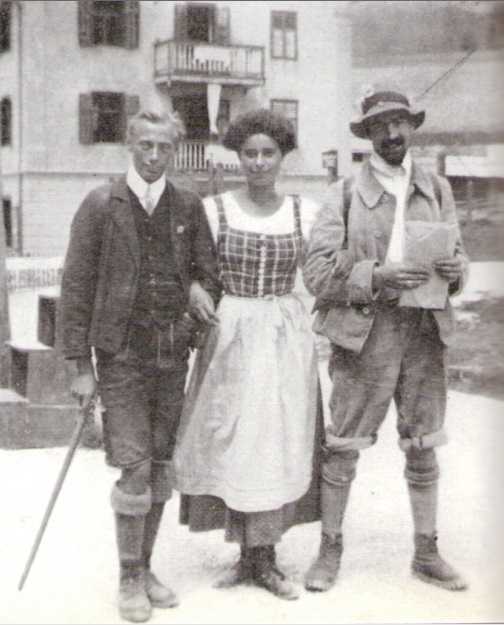
Da sinistra Paul Preuss, Emmy Eisenberg, Walter Schmidkunz a Selva di Valgardena il 12 agosto 1911

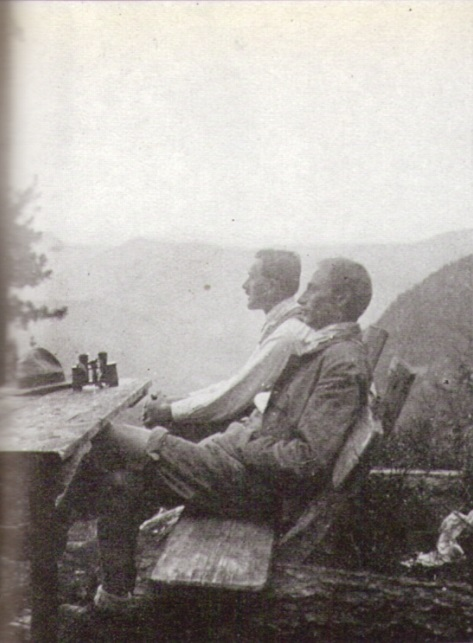
Hans Reinl (a sinistra) e Paul Preuß (a destra) sulla Zwieselalm, 23 settembre 1913. Fotografo: Günther von Saar

Nasce da genitori ebrei, dall'insegnante di pianoforte Eduard Preuss, di Fünfkirchen in Ungheria, e dall'alsaziana Caroline Lauchheim. A causa di un virus polio-simile, da bambino è fragile e malaticcio, tanto che spesso è a letto o sulla sedia a rotelle. Crescendo guarisce e si fortifica con la pratica intensa dello sport. Diviene, infatti, un ottimo sciatore, alpinista e rocciatore e già all'età di 11 anni ha scalato circa 300 vette. Nel 1897 inizia le sue prime escursioni sulle montagne locali di Vienna, per poi avventurarsi sulle vette più facili del Salzkammergut. Lì incontra il diciassettenne Hans Reinl, colui che poi sarà ingegnere della miniera di sale di Ischl, e che diviene il suo istruttore di roccia.
Successivamente frequenta l'università di Monaco e studia biologia ma in quanto ebreo non gli è permesso di conseguire un dottorato. Pertanto si converte al protestantesimo nel 1909 e in seguito consegue un dottorato in fisiologia vegetale. Tiene numerose conferenze sulle Alpi e sull'alpinismo, nonché esposizioni fotografiche: un vero scalpore per l'epoca. Organizza circa 50 conferenze per le stagioni invernali e scrive anche numerosi articoli su riviste alpine. È descritto dagli osservatori del tempo come una "persona eloquente, spiritosa, divertente e affabile: è d'accordo con le persone che non gli piacciono e sa anche discutere con le persone che gli piacciono".
Gli anni tra il 1907 e il 1913 sono pieni di successi alpinistici, e diviene uno dei migliori alpinisti dell'epoca. Inoltre, fa parlare molto di sé a causa delle sue teorie in controtendenza con lo spirito alpinistico del tempo. Sostiene infatti con i suoi contemporanei una vera e propria "polemica sui chiodi", cioè sull'abuso dei chiodi e dei mezzi artificiali durante le scalate. Nei suoi pochi anni di vita scala centinaia di cime, apre nuove vie (quasi sempre da solo e senza assicurazione), si dedica allo scialpinismo con traversate di interi gruppi montuosi al punto che può essere annoverato tra i pionieri dello sci d'alta montagna e uno dei migliori scialpinisti dell'epoca. Viaggia molto d'inverno nelle Prealpi bavaresi e nelle Alpi di Berchtesgaden, nel Kaiser e nel Wetterstein, nelle zone montane di Kitzbühel, Zillertal e Stubai. È particolarmente attratto dalle grandi traversate con gli sci, come nel gruppo del Glockner e del Venediger, dove scala con gli sci il Großglockner, il Großvenediger e la Dreiherrenspitze. In breve scala tutte le vette della Val Sarentino. Effettua notevoli ascensioni sempre con gli sci nelle Alpi Graie con il Gran Paradiso, nel gruppo del Monte Rosa con lo Zumsteinspitze, Punta Gnifetti e Parrotspitze nonché nel gruppo del Bernina.
Il 3 ottobre 1913 muore precipitando dallo spigolo nord del Mandlkogel, una montagna nella sua terra natale. Nessuno sa cosa sia successo esattamente perché, come tante altre volte, era solo e arrampicava slegato.
L'ostruzionismo subito da Preuss in quegli anni è dovuto al fatto che la Prussia conosce una lunga serie di ostilità ed esclusione antisemita, e la stessa Associazione alpina tedesca e austriaca (DÖAV) rifiuta per anni di accettare questo eccezionale scalatore tra i suoi membri. Solo più tardi è accettato nel Club Alpino Accademico di Monaco, che si definiva l'élite dell'alpinismo. Negli anni successivi il DÖAV diviene molto presto antisemita e gli alpinisti ebrei iniziano gradualmente ad essere esclusi dalle singole sezioni. Ma non furono esclusi solo gli attivisti: l'obiettivo era anche quello di sminuire i successi degli alpinisti ebrei e di farli dimenticare. Già negli anni '20 il nome di Preuss è cancellato dai libri di storia dal Club alpino, le sue pubblicazioni sono eliminate e le sue azioni sono messe a tacere e dimenticate in Germania. Solo negli anni Sessanta del secolo scorso il suo ricordo si ravvivò: rimase sempre presente nelle Dolomiti e ritornò nella coscienza degli alpinisti austriaci e tedeschi.

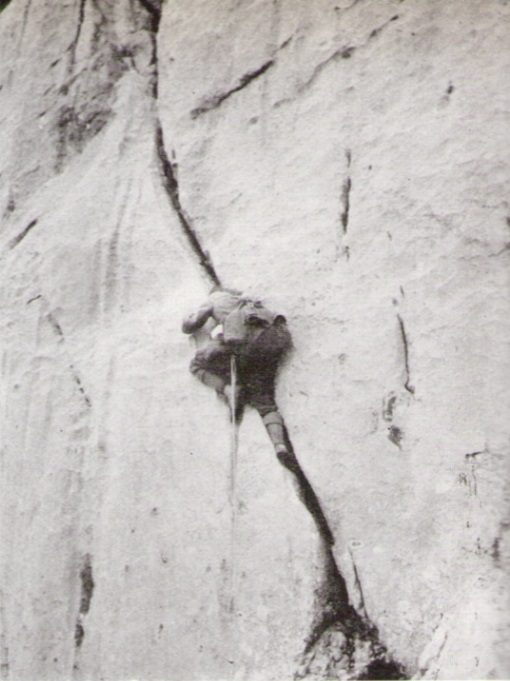
Paul Preuß sullo Schiefen Riss presso Totenkirchl sui Monti del Kaiser

### Filosofia
In quegli anni (inizio del XX secolo) le maggiori cime dei monti europei erano già state scalate (seguendo gli itinerari più facili, più logici) per cui l'alpinismo tendeva a innovarsi, a diventare più "sportivo": si cercava la difficoltà, la via più ripida e più elegante per raggiungere la cima; non era più importante raggiungere la vetta ma diveniva importante anche come veniva raggiunta.
Per far fronte alle difficoltà crescenti in arrampicata (che si aggiravano già attorno al V, V grado superiore) si faceva ricorso a qualsiasi mezzo: piramidi umane, chiodi, staffe e fittoni. In questo contesto si leva la voce di Preuss che teorizza il rispetto per la montagna e un approccio più psicologico e tecnico alla scalata. Per lui non è ammesso il ricorso a mezzi artificiali: i chiodi non devono servire, e anche la corda deve essere usata con parsimonia.  Per Preuss calarsi in doppia è ricorrere a un mezzo artificiale, rappresenta un artificio con cui l'uomo cerca di "imbrogliare" la montagna. In base alla sua filosofia bisogna saper salire e scendere arrampicando e lui lo dimostra: il 28 luglio 1911 parte, solo, senza corda sulla parete est del Campanile Basso (gruppo delle Dolomiti di Brenta) e scala in 2 ore questa parete di 120 metri aprendo una nuova via, e naturalmente ridiscende disarrampicando dalla stessa via. La notizia di quest'impresa farà scalpore nel mondo dell'alpinismo dell'epoca.
Si può dire che con lui, con il suo modo di vivere la montagna, nasce il moderno concetto dell'arrampicata sportiva.
Le sue teorie vengono criticate aspramente dai suoi contemporanei che si battono, per lo più, per un uso logico dei chiodi da roccia. Credono infatti che siano irrinunciabili per la sicurezza durante le scalate, ma che possano essere evitati come mezzi di progressione.
Provocatoriamente Preuss pubblica su una rivista specializzata le sue sei regole per lo scalatore che recitano:
1. Non basta essere all'altezza delle difficoltà che si affrontano, bisogna essere superiori a esse.
2. La misura delle difficoltà che uno scalatore può affrontare in discesa, con sicura e piena coscienza delle proprie capacità, deve rappresentare l'estremo limite delle difficoltà che egli affronta in salita.
3. L'impiego di mezzi artificiali trova giustificazione solo in caso di pericolo incombente.
4. Il chiodo da roccia deve essere un rimedio di emergenza, e non il fondamento del proprio sistema di arrampicata.
5. La corda può essere una facilitazione, ma non il mezzo indispensabile per effettuare una scalata.
6. Tra i massimi principi vi è quello della sicurezza. Non però la sicurezza che risolve forzosamente con mezzi artificiali le incertezze di stile, bensì la sicurezza fondamentale che ciascun alpinista deve conquistarsi con una corretta valutazione delle proprie capacità.

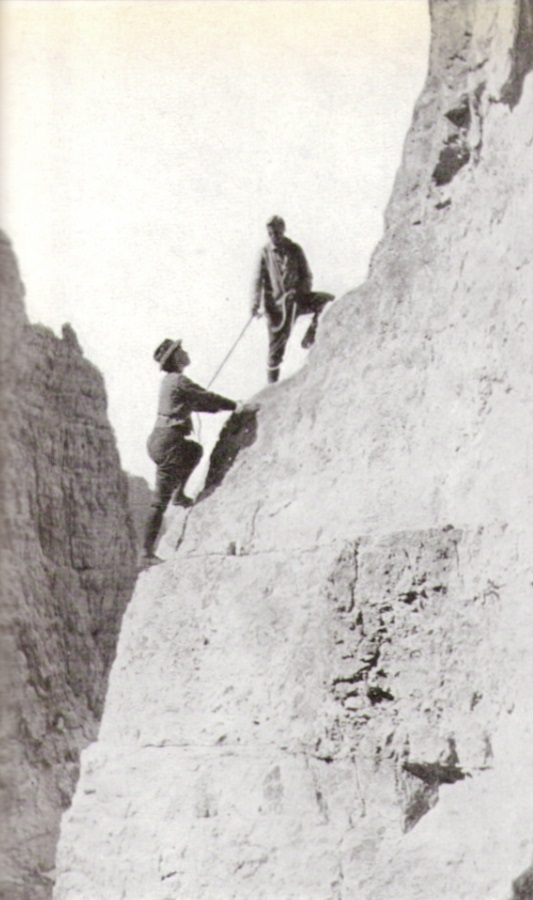
Paul Preuss scala la Guglia di Brenta con la sorella Mina il 28 luglio 1911

## Citazioni
Credete solo in ciò che vi convince, ma lasciatevi convincere solo da ciò in cui credete.»
(Paul Preuss)
(Paul Preuss)
Hanno detto di Paul Preuss:
- Tita Piaz: Le rocce gli appartenevano. Era il signore delle montagne.
- Hans Dülfer: Paul Preuss era il più grande maestro.
- Luis Trenker: Oggi, in tempi di esasperato ricorso a tutti i mezzi artificiali disponibili nell'alpinismo d'avanguardia, tra le grandi personalità degli scalatori che arrampicavano senza guida da me incontrate, va ricordato in modo del tutto speciale Paul Preuss.
- Paul Gilly: Quell'omino gracile non aveva certo l'aspetto di un alpinista!

## Commemorazione

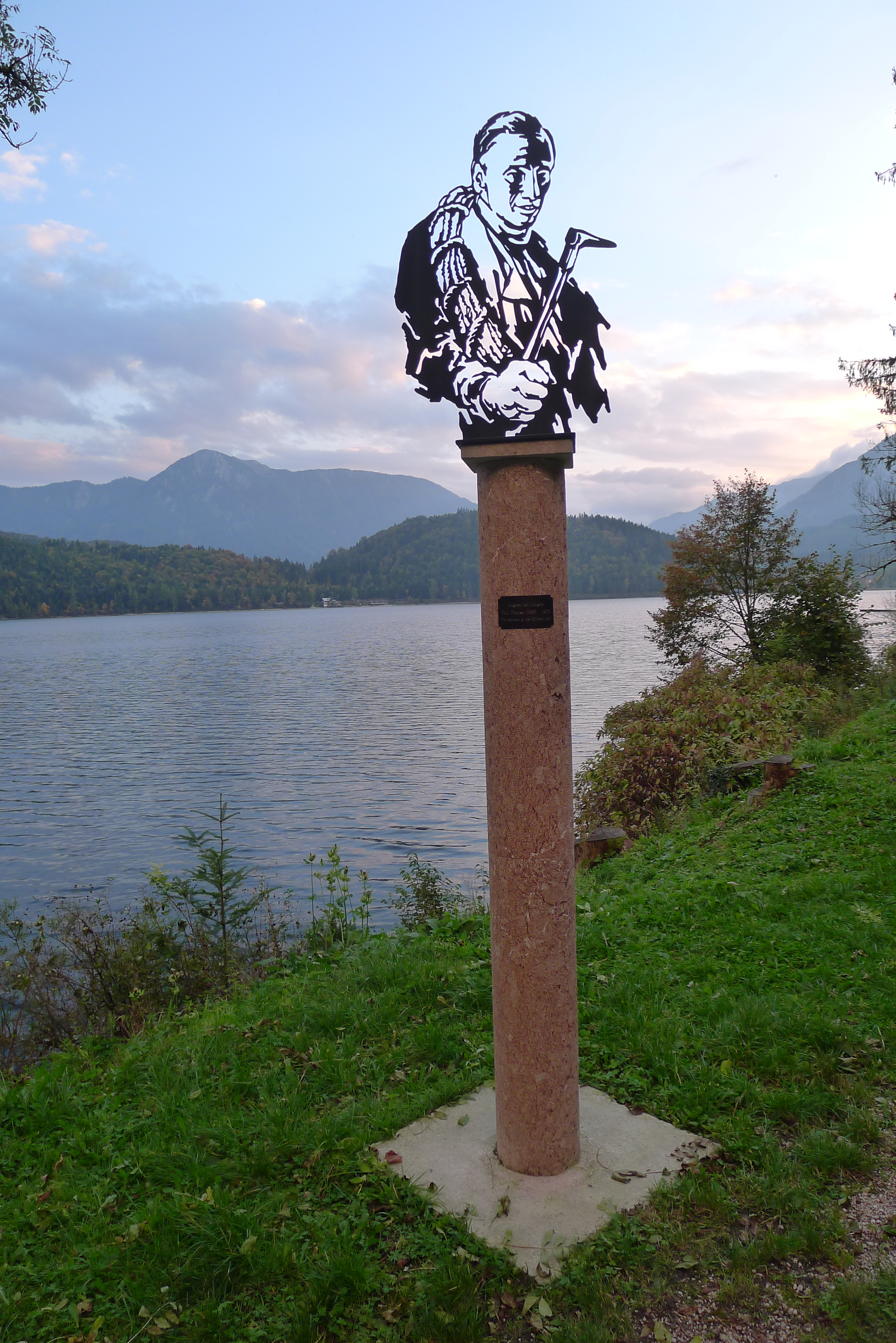
Memoriale Paul Preuss a Altaussee

Sebbene Preuss si fosse convertito al protestantesimo nel 1909, fu considerato ebreo dai nazionalsocialisti e fu messo a tacere quando possibile; ciò fu perseguito anche dal Club alpino. Fu solo nel 1960 che la gente lo ricordò di nuovo. 
In suo onore è stata chiamata la vetta più piccola delle Tre Cime di Lavaredo delle Dolomiti italiane, la Preussturm, così come la Paul-Preuss-Straße a Monaco di Baviera  e il Rifugio Preuss, un piccolo rifugio alpino situato nel gruppo del Catinaccio, nelle Dolomiti, nel territorio comunale di Vigo di Fassa (TN), a 2.243 metri s.l.m.. gruppo del Catinaccio, costruito da Tita Piaz in sua memoria vent'anni dopo la sua morte. In occasione del centenario della sua morte nel 2013 ad Altaussee si è tenuta una commemorazione di Walter Angerer ha creato una scultura in memoria di Paul Preuß.

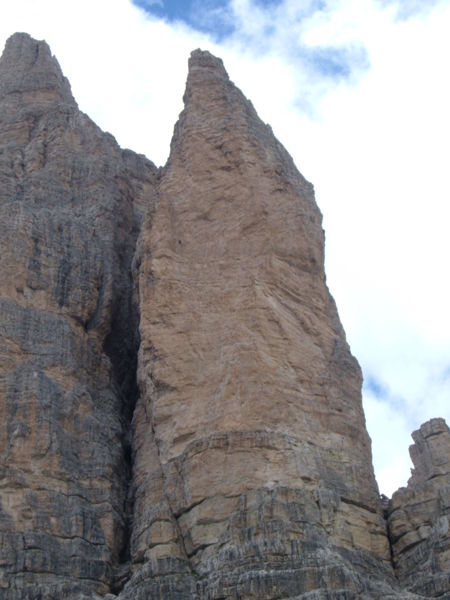
Tre Cime di Lavaredo, Pinnacolo Piccolo (Dolomiti di Sesto) la Preussturm, la Torre di Preuss

## Premio Paul Preuss
Nel 2014 alpinisti e giornalisti alpini provenienti da Austria, Baviera e Alto Adige hanno fondato la Società Internazionale Paul Preuss (IPPG). Il Premio Paul Preuß viene assegnato ogni anno a un alpinista il cui atteggiamento e i cui risultati riflettono i principi dello scalatore. Preuss era un sostenitore dello stile di arrampicata libera e di una consapevole ponderazione dei rischi, quindi ha svolto un ruolo chiave nello sviluppo ulteriore dell'arrampicata sportiva senza l'uso di ausili tecnici, ma ha anche propagato un approccio responsabile alla montagna. Il suo credo era “L’abilità è la misura di ciò che è permesso”.
Il premio viene assegnato agli alpinisti estremi e attivi che hanno raggiunto risultati eccezionali in montagna e allo stesso tempo hanno seguito in modo inequivocabile e credibile il principio “by fair mean”, le cui azioni in precedenza sono state esemplari, determinate da obiettivi innovativi e dalla sostenibilità. Il premio è per il lavoro di una vita nell'alpinismo e non per un singolo risultato eccezionale.
Il premio viene assegnato una volta all'anno. Si tratta di una scultura che è una versione più piccola di quella di Walter Angerer e il premio di sponsorizzazione è dotato di 5.000 euro.
I vincitori del premio includono:
- 2023 – Marko Prezelj, Slovenia e Laura Tiefenthaler (premio di sponsorizzazione), Austria
- 2022 – Thomas Huber, Germania e Pedro e Tomas Odell (premio di sponsorizzazione), Argentina
- 2021 – Catherine Destivelle, Francia e Mich Kemeter (premio di sponsorizzazione), Austria
- 2020 – Heinz Mariacher, Austria
- 2019 – Bernd Arnold, Germania
- 2018 – Beat Kammerlander, Austria
- 2017 – Alexander Huber, Germania
- 2016 – Hans-Jörg Auer, Austria

## Carriera alpinistica
Prima salita del percorso;  vertice	 itinerario:
- Campanile Basso (Guglia di Brenta)	 Parete est - "Preußwand" (28 luglio 1911)
- Crozzon di Brenta	 Parete Nord-Est - "Preußroute" (01.08.1911)
- Thumblare	 Parete nord (18 settembre 1913)
- Torre Delago (Gruppo del Catinaccio)	 Parete sud - "Delagokante - variante nella parte inferiore - Camini prussiani" (24/08/1911)
- Donnerkogel Grande	 Cresta nordoccidentale (15 settembre 1913)
- Freyaturm	 Bordo nord-est (28 settembre 1913)
- Punta Grohmann - Punta Grohmann	 Parete est a sinistra - "Preußkamin" (09.08.1911)
- Grosslitzner	 Parete nord (1911)
- Grosswandeck Hohes	 Cresta Sud (30 settembre 1913)
- Grosswandeck Hohes	 Spigolo sud (la parte più alta della cresta sud) (30/09/1913)
- Hochwanner (Monti del Wetterstein)	 Cresta nordoccidentale (1913)
- Kleinlitzner	 Cresta Nord (1911)
- Kleinlitzner	 Cresta sud-ovest (1911)
- Mitterkaiser (cima nord)	 Nordschlucht - "Preußschlucht" (anche Griesner Kamin) (10 giugno 1913)
- Ödstein Großer, quella grande	 Bordo nord-ovest - "Entry level Preuß" (9 ottobre 1911)
- Ödstein Großer, quella grande	 Spigolo nordovest - "Variazione del punto chiave - Preuß-Quergang" (09.10.1911)
- Cima ovest dell'Öfelekopf	 Cresta sud - "Preußgrat" (1913)
- Preußturm - Torre Preuss	 Parete nord-est - "Preußriß" (06.09.1911)
- Preußturm - Torre Preuss	 Gola sud-est e parete sud-ovest (07/09/1911)
- Sarstein Niederer	 Cresta nordovest - Fianco nordoccidentale superiore (5 ottobre 1908)
- Schafkogel (Monti del Dachstein)	 dal nord (29 settembre 1913)
- Schartenmanndl	 Parete nordovest - spigolo sud (29/09/1913)
- Scharwandeck	 Cresta Nordovest (09.1913)
- Scharwandspitz (Monti del Dachstein)	 Cresta di collegamento da Scharwandeck (09.1913)
- Strichkogel Niederer	 Muro est (15 settembre 1913)
- Traweng	 Parete nord (1910)
- Muro di Trissel	 Pilastro ovest (1911)
- Torri del Vajolet - Torre Est	 Parete sud - "Preuß/Redlich" (25.08.1911)
- Wasserkartum	 Muro est (17 settembre 1913)